# Isaak ben Mose
Isaak ben Mose, nach seinem Hauptwerk auch Yitzchak Or Sarua (in wissenschaftlicher Transkription auch: Yitsḥaq ben Moše Or Zaru'a) oder Riaz (Akronym von Rabbi Isaak Or Zarua) genannt, (* um 1180 in Böhmen; verstorben um 1260 in Wien) war ein jüdischer Gelehrter und Dezisor.
Er war ein Schüler von Eleasar ben Juda ben Kalonymos und Simḥa bar Šemu’el. Ein Mitstudent war Jesaja ben Mali, mit dem er in der Folgezeit in Briefkontakt blieb.
Bekannt wurde Isaak ben Mose vor allem mit seinem Werk or sarua („Das aufgehende Licht“), einem halachischen Kompendium, das zugleich eine wertvolle Quelle für die damalige Geschichte der Juden in Deutschland, Böhmen und Frankreich darstellt. Darin berichtet er u. a., wie er (um 1180) in seiner Knabenzeit das Bethaus der Meißner Judengemeinde mit Bäumen und Vögeln bemalt gesehen habe.